# Adam Eckersley
Adam James Eckersley (Worsley, 7 september 1985) is een Engels voetballer (verdediger) die sinds 2014 voor de Schotse tweedeklasser Heart of Midlothian FC uitkomt. Zijn broer, Richard Eckersley, speelt voor New York Red Bulls
Eckersley debuteerde op 26 augustus 2014 voor Hearts FC in de uitwedstrijd tegen Stenhousemuir FC voor de Scottish League Cup.. De wedstrijd werd met 2-1 gewonnen.